# Сангль, Клод де ла
Кло́д де ла Са́нгль также Кло́д де ла Се́нгль (фр. Claude de la Sengle; 1494, Франция — 18 августа 1557, Мдина) — 47/48-й Великий магистр ордена госпитальеров (1553—1557).

## Биография
Рыцарь от языка Франции и Великий госпитальер (фр. Chevalier de la Langue de France & Grand Hospitalier) был избран великим магистром в своё отсутствие. Должность Великого госпитальера была одним из 8 важнейших постов после Великого магистра. Сангль находился тогда в Риме при папе с дипломатической миссией в качестве посла Мальтийского ордена.
Прибыв на Мальту, новый магистр продолжил начатые Хуаном де Омедесом фортификационные работы форта Сант-Эльмо и форта Сан-Мишель на полуострове Л’Исла (L'Isla) — позднее в этой части возник городок, за которым закрепилось название Санглеа  (Senglea).
23 сентября 1555 (или 1556) года над большим портом Мальты пронёсся водяной смерч, уничтожив 4 галеры и большое количество иных судов, повредив множество построек. Погибло 600 человек. Монархи христианских государств отсылали средства для исправления ущерба. Великий магистр лично помогал пострадавшим и спас тогда Матюрена Ромегаса.
Великий магистр умер 18 августа 1557 года. Был похоронен в капелле форта Сант-Анджело; через 20 лет прах был перенесён в Валлетту в собор св. Иоанна, но сердце осталось в кармелитской церкви в Мдине. Эпитафия и описание отчеканенных во время его правления монет и серебряной медали приведены в книге «Анналы Мальтийского ордена» (Annales de l’Ordre de Malte).